# Cratere Ohara
Ohara  è un cratere sulla superficie di Marte.